# Stanislovas Stonkus
Stanislovas „Stasys” Stonkus  (ur. 29 grudnia 1931 w Telszach, zm. 19 lutego 2012 w Kownie) – litewski koszykarz. W barwach ZSRR dwukrotny srebrny medalista olimpijski.
W karierze był związany z Žalgirisem Kowno. W barwach tego klubu m.in. był mistrzem ZSRR w 1951. Z reprezentacją ZSRR dwukrotnie sięgał po srebro igrzysk olimpijskich (1952 i 1956) oraz był mistrzem Europy w 1957, w 1955 zdobył brąz tej imprezy.